# Opferstock (Lübecker Marienkirche)

Der sogenannte Mönch oder Geldmann

Der Opferstock der Lübecker Marienkirche war ein Werk des Bildschnitzers Benedikt Dreyer.

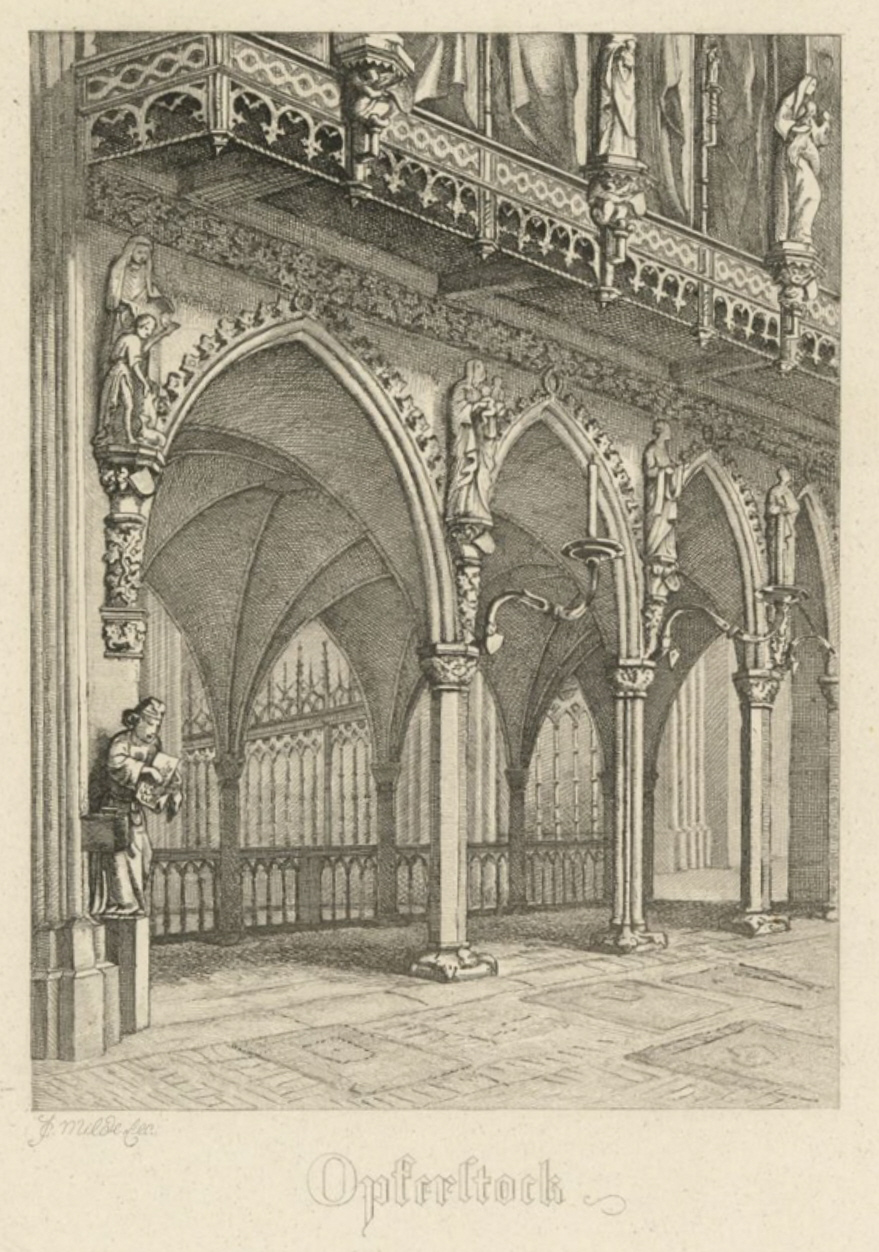
Opferstock in Carl Julius Mildes Lübecker ABC, 1857

Der eigentliche Opferstock war hierbei ein schlichter hölzerner Kasten, auf den die Aufmerksamkeit der Betrachter durch eine geschnitzte und bemalte Holzfigur gelenkt wurde. Diese Skulptur in annähernder Dreiviertel-Lebensgröße stellte einen wohlgenährten Mann mit langem Gewand und Kopfbedeckung dar, der im Begriff ist, aus einer Schale eine große Menge Münzen in den Opferstock zu schütten. Hierdurch sollte vermutlich an die Spendenfreudigkeit der Kirchenbesucher appelliert werden. Die von Dreyer zwischen 1511 und 1525 erschaffene Statue war unter dem gleichfalls von Dreyer mit Figurenschmuck versehenen Lettner am ersten nördlichen Chorpfeiler aufgestellt. Sie wurde im Volksmund unter anderem als Geldmann oder Mönch bezeichnet – die Grundlage für letztere Bezeichnung ist unklar – und war im alten Lübeck populär, wovon auch die Tatsache zeugt, dass Carl Julius Milde der Skulptur in seinem 1857 erschienenen Lübecker ABC ein eigenes Blatt widmete. 
Beim Luftangriff auf Lübeck am 29. März 1942 verbrannte der Mönch wie der gesamte Lettner.